# Lluís Parera
Lluís Parera (1703-1783) fou un organista català.
Va néixer a Barcelona i fou organista de la parròquia de Sant Miquel del Port de Barcelona. El 1734, sense la necessitat de fer oposicions, fou nomenat l’organista de la basílica de Santa Maria de Mataró. L’any 1736 va inaugurar l’orgue de la basílica, obrat per l’orguener Antoni Boscà. Lluís Parera va exercir el càrrec d’organista de la basílica fins al 1778.